# Gaetanus
Gaetanus Giesbrecht, 1888 è un genere di crostacei copepodi dell'ordine dei Calanoida.

## Specie
- Gaetanus armiger Giesbrecht, 1888
- Gaetanus ascendens Esterly, 1913
- Gaetanus brevicornis Esterly, 1906
- Gaetanus brevispinus (G. O. Sars, 1900)
- Gaetanus campbellae Park, 1975
- Gaetanus caudani Canu, 1896
- Gaetanus clarus Esterly, 1906
- Gaetanus columbiae (Park, 1967)
- Gaetanus curvicornis G. O. Sars, 1905
- Gaetanus intermedius (Wolfenden, 1905)
- Gaetanus kruppii Giesbrecht, 1903
- Gaetanus latifrons G. O. Sars, 1905
- Gaetanus miles Giesbrecht, 1888
- Gaetanus minor Farran, 1905
- Gaetanus paracurvicornis (Brodsky, 1950)
- Gaetanus pileatus Farran, 1903
- Gaetanus pungens (Giesbrecht, 1895)
- Gaetanus robustus G. O. Sars, 1905
- Gaetanus secundus Esterly, 1911
- Gaetanus simplex Brodsky, 1950
- Gaetanus unicornis Esterlt, 1906
- Gaetanus variabilis (Brodsky, 1950)